# Nowa Wieś Mała (Dobre Miasto)
Nowa Wieś Mała (deutsch Neuendorf bei Guttstadt) ist ein Ort in der polnischen Woiwodschaft Ermland-Masuren. Er gehört zur Stadt-und-Land-Gemeinde Dobre Miasto (Guttstadt) im Powiat Olsztyński (Kreis Allenstein).

## Geographische Lage
Nowa Wieś Mała liegt im nördlichen Westen der Woiwodschaft Ermland-Masuren, 22 Kilometer südwestlich der früheren Kreisstadt Heilsberg (polnisch Lidzbark Warmiński) bzw. 24 Kilometer nordwestlich der heutigen Kreismetropole und auch Woiwodschaftshauptstadt Olsztyn (deutsch Allenstein).

## Geschichte
Der Ort Neuendorf, erst nach 1820 Neuendorf bei Guttstadt (mit Zusatz) genannt, kam 1874 als eine Landgemeinde zum neu errichteten Amtsbezirk Guttstadt im ostpreußischen Kreis Heilsberg, Regierungsbezirk Königsberg.
Im Jahre 1910 waren in Neuendorf 222 Einwohner registriert. Ihre Zahl belief sich im Jahre 1933 auf nur noch 188, und im Jahre 1939 auf 191.
Als 1945 in Kriegsfolge das gesamte südliche Ostpreußen an Polen fiel, erhielt Neuendorf bei Guttstadt die polnische Namensform „Nowa Wieś Mała“. Der Ort ist heute eine Ortschaft im Verbund der Gmina Dobre Miasto (Stadt-und-Land-Gemeinde Guttstadt) im Powiat Olsztyński (Kreis Allenstein), von 1975 bis 1998 der Woiwodschaft Olsztyn, seither der Woiwodschaft Ermland-Masuren zugehörig.

## Religion
Nowa Wieś Mała gehört heute wie bereits Neuendorf bei Guttstadt vor 1945 zur römisch-katholischen Pfarrei Dobre Miasto (Guttstadt), jetzt im Erzbistum Ermland gelegen.
Außerdem war Neuendorf bis 1945 in die damalige evangelische Kirche Guttstadt in der Kirchenprovinz Ostpreußen der Kirche der Altpreußischen Union eingegliedert. Heute ist Nowa Wieś Mała der Diözese Masuren der Evangelisch-Augsburgischen Kirche in Polen zugeordnet.

## Verkehr
Nowa Wieś Mała liegt an der Woiwodschaftsstraße 593, die von Miłakowo (Liebstadt) über Dobre Miasto (Guttstadt) bis nach Reszel (Rößel) verläuft. Eine von Praslity (Altkirch) kommende Nebenstraße endet in Nowa Wieś Mała.
Die nächste Bahnstation ist Dobre Miasto. Sie liegt an der heutigen PKP-Bahnlinie 221: Olsztyn Gutkowo–Braniewo.

## Persönlichkeit
- Adolf Poschmann (* 2. Januar 1885 in Neuendorf bei Guttstadt), deutscher Pädagoge, Heimatforscher und Sachbuchautor († 1977)